# NGC 2430
NGC 2430 est un vieil amas ouvert, situé dans la constellation de la Poupe. Il a été découvert par l'astronome germano-britannique William Herschel en 1785.
Il y a deux groupes d'étoiles dans la région décrite par Herschel et ces deux groupes sont réparties sur une région de 12 à 15 minutes d'arc. Aucun de ces deux groupes n'a vraiment l'apparence d'un amas ouvert et c'est pour cette raison que plusieurs considèrent NGC 2430 comme un groupe d'étoiles.
NGC 2430 est à environ 650 pc (∼2 120 al) du système solaire et les dernières estimations donnent un âge de 479 millions d'années. La taille apparente de l'amas est comprise entre 12 et 15 minutes d'arc, ce qui, compte tenu de la distance, donne une taille réelle maximale comprise entre 7,4 et 9,2 années-lumière.